# Strandrace

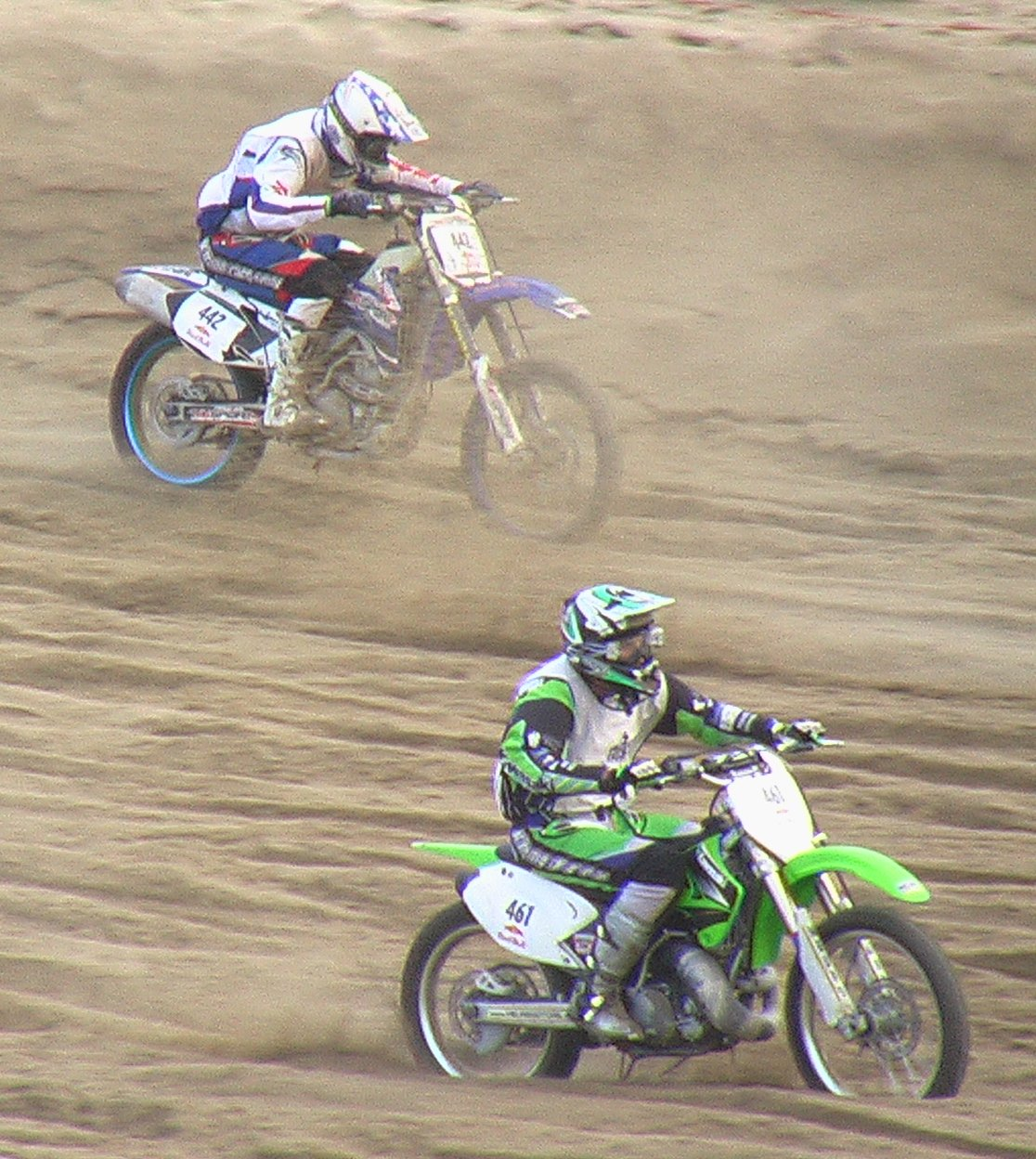
Strandrace met motorfietsen in Scheveningen.

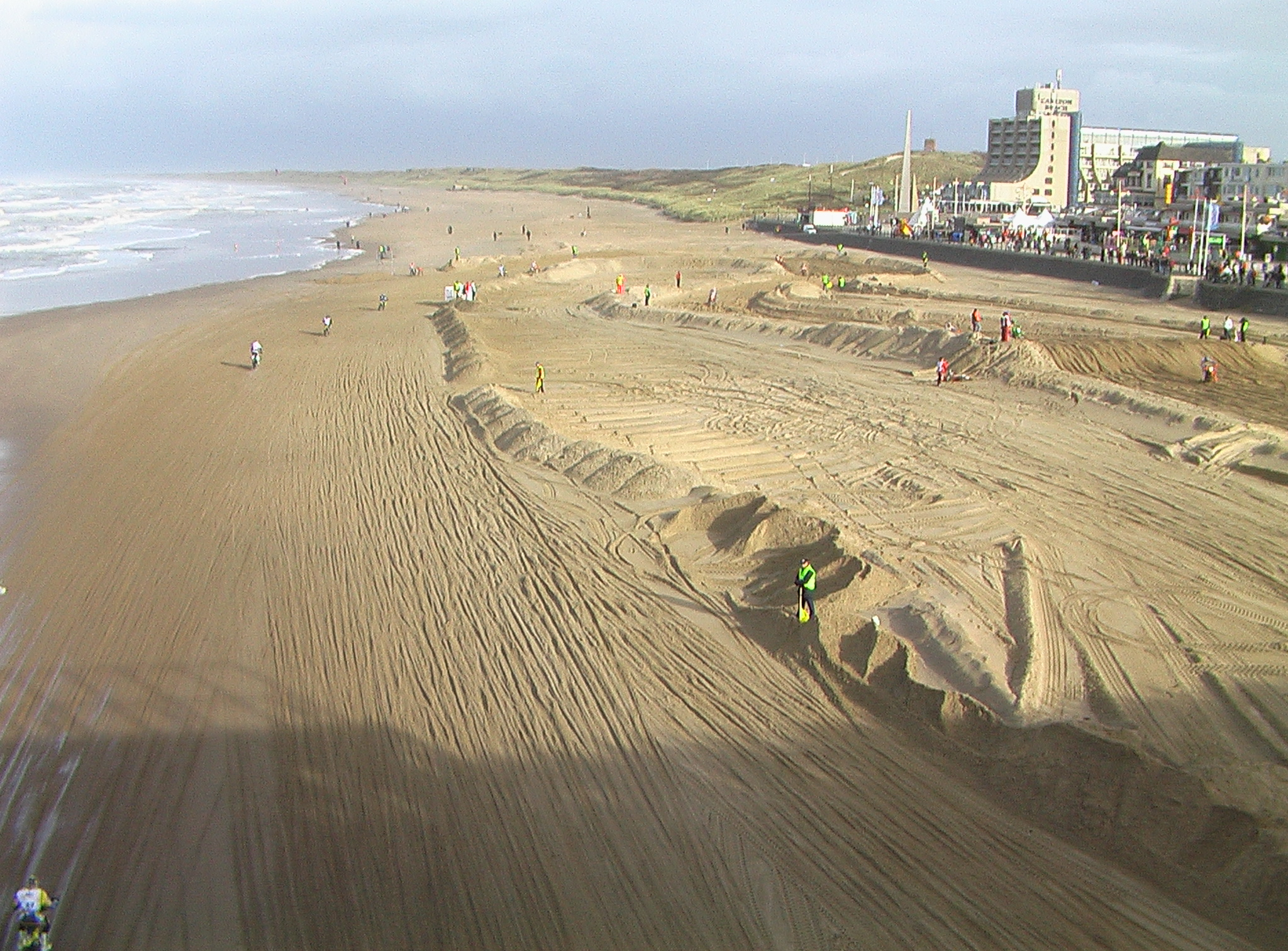
De Red Bull Knock Out in Scheveningen (2006).

Een strandrace of ook wel beach race is snelheidswedstrijd op het strand.
Een strandrace kan gehouden worden of op alleen het zand van het strand of als men strand in de bredere zin neemt alsook in de duinen. Met de Engelse term beach race kunnen ook diverse sporten op het water bij het strand worden bedoeld.
De meest bekende en wijdverspreide strandraces zijn die met motorfietsen. Vroeger werden op het harde strand van Daytona normale racemotoren gebruikt, tegenwoordig wordt er zoals in Frankrijk (Saint-Malo en Le Touquet) met crossmachines gereden. In Nederland werden strandraces georganiseerd door Bob de Jong samen met de omroep Veronica vanaf 1980. De eerste 11 races werden in Scheveningen gehouden, de 12e in Hoek van Holland. Op 12 november 2006 werd er opnieuw in Scheveningen een strandrace verreden onder de naam "Red Bull Knock Out". De gemeente Den Haag en Red Bull hebben een samenwerkingscontract gesloten voor drie nieuwe "Red Bull Knock Out"-edities, namelijk voor 2018, 2020 en 2022.

## Lijst van winnaars

### Veronica-strandrace

#### Scheveningen
| Jaar | Solo's (klasse A)   | ATV's (klasse C)       | Zijspannen (klasse D)                 |
| ---- | ------------------- | ---------------------- | ------------------------------------- |
| 1981 | Simon Schram        | Niet deelgenomen       | Ton van Heugten / Fritz Kiggen        |
| 1982 | Jacky Martens (BEL) | Niet deelgenomen       | Jan Bakens / Henk van Heek            |
| 1983 | Kees van der Ven    | Niet deelgenomen       | Jan Bakens / Henk van Heek            |
| 1984 | Mike Beier (USA)    | Jan Verleysen (BEL)    | Jan Bakens / Piet van Deutekom        |
| 1985 | Leo Combee          | Dean Sundahl (USA)     | Jan Bakens / Ton Maessen              |
| 1986 | Eric Geboers (BEL)  | Steve Mendenhall (USA) | Henk Schrijver / Pierre van de Vennen |
| 1987 | Eric Geboers (BEL)  | Barry McCarty (USA)    | Jan Bakens / John Michielsen          |
| 1988 | Edwin Evertsen      | Barry McCarty (USA)    | Niet deelgenomen                      |
| 1989 | Gert-Jan van Doorn  | Hans Ghielen           | Niet deelgenomen                      |
| 1990 | Edwin Evertsen      | Hans Ghielen           | Jan Bakens / Harrie de Bresser        |
| 1991 | John van den Berk   | Mark Ehrhardt (USA)    | Eddy Nuyts (BEL) / Perry van Geloven  |

#### Hoek van Holland
| Jaar | Solo's (klasse A) | ATV's (klasse C) | Zijspannen (klasse D)                |
| ---- | ----------------- | ---------------- | ------------------------------------ |
| 1992 | Remy van Rees     | Wil van der Laan | Eddy Nuyts (BEL) / Perry van Geloven |

## Red Bull Knock Out
| Jaar | Rijder                    |
| ---- | ------------------------- |
| 2006 | Marc de Reuver            |
| 2007 | Timotei Potisek (FRA)     |
| 2008 | Steve Ramon (BEL)         |
| 2015 | Axel van der Sanden (BEL) |
| 2016 | Jeffrey Herlings          |
| 2018 | Nathan Watson (GBR)       |

## Andere sporten
Voordat de motorsport opkwam waren het vooral paardenraces. Deze zijn echter bijna allemaal verdwenen, in westelijk-Europa is alleen de paardenrace op het strand van Laytown in Ierland over, die nog ieder jaar wordt gehouden.
Andere snelheidssporten die op het strand gedaan worden zijn bijvoorbeeld zeilwagenrijden, hardlopen en fietsen met ATB's/mountainbikes.
De strandraces met mountainbikes zijn nieuwer, de eerste races werden al wel iets na het ontstaan van de mountainbike gereden maar echte grote wedstrijden verschenen pas in de loop van de jaren 90 van de twintigste eeuw. Voorbeelden zijn  Hoek van Holland-Den Helder (vanaf 1993),  De Panne Beach Endurance (vanaf 1996) en  Egmond-pier-Egmond (vanaf 1998). Competities en de Europese Kampioenschappen Mountainbike Strandrace volgden iets later.
Andere snelheidsporten als flyboarden en buggiën die op strand worden gehouden worden meestal geen strandraces genoemd omdat deze sporten juist meestal al specifiek op het strand plaatsvinden. Toch kan men een gehouden wedstrijd wel een strandrace noemen.